# Jerry Mullen
Gerald Thomas Mullen, detto Jerry (Berkeley, 23 novembre 1933 – Sacramento, 19 settembre 1979), è stato un cestista statunitense.

## Carriera
Dal 1951 al 1955 ha giocato con i Dons della University of San Francisco, con cui ha vinto il titolo NCAA 1955. Venne poi scelto al Draft NBA 1955 dai New York Knicks come 13ª scelta assoluta. Tuttavia non giocò mai in NBA, preferendo invece militare nella Amateur Athletic Union con i Wichita Vickers, con cui vinse il titolo nel 1959.

## Palmarès
- Campione NCAA (1955)